# U17-DFB-Nachwuchsliga 2024/25
Die Saison 2024/25 ist die erste Spielzeit der U17-DFB-Nachwuchsliga, die aus einer Reform der zuvor 17-mal ausgespielten B-Junioren-Bundesliga hervorgeht. Die Eröffnung fand am 10. August 2024 statt.

## Modus
Die Spielzeit 2023/24 der B-Junioren-Bundesliga war die letzte, die nach dem üblichen Spielmodus ausgetragen wurde. Diesem zufolge spielen je 14 Mannschaften in drei regionalen Staffeln (Nord/Nordost, West, Süd/Südwest) in Hin- und Rückrunden um den Einzug in die Endrunde um die Meisterschaft. Für deren Halbfinale sind der Staffelmeister sowie der -vizemeister der Staffel West und die Sieger der beiden anderen Staffeln qualifiziert. Zur Saison 2024/25 wurde die B-Junioren-Bundesliga im Zuge einer Reform durch die U17-DFB-Nachwuchsliga ersetzt.
In der Saison 2024/25 der U17-DFB-Nachwuchsliga gibt es keine regionalen Staffeln mehr, sondern stattdessen eine regionale Vor- sowie eine anschließende Hauptrunde, die in zwei Ligen (Liga A und B) ausgespielt wird. Hierbei hat die Liga A zehn Spieltage, die Liga B 14. Während alle 58 Vereine, die ein Nachwuchsleistungszentrum unterhalten, Teil der Liga sein werden, ohne absteigen zu können, stoßen zur Hauptrunde bis zu 11 Amateurvereine dazu. Diese unterhalten kein Nachwuchsleistungszentrum und können sich über die Hauptrunde für die Teilnahme an der Vorrunde der Folgesaison qualifizieren.
Der Spielmodus ist in zwei Phasen gegliedert:
- In der Vorrunde wird zunächst in acht regionalen Staffeln zu je acht Mannschaften gespielt, wobei Landes- und Regionalverbandsgrenzen keine Rolle spielen. Zusätzlich zu den 58 Vereinen, die Nachwuchsleistungszentren unterhalten, sollen noch sechs Amateurklubs kommen. Alle Mannschaften einer Staffel treten in Hin- und Rückrunde gegeneinander an und qualifizieren sich für die Hauptrunde.
- Die Erst-, Zweit- und Drittplatzierten der Vorrundengruppen spielen in der Liga A der Hauptrunde weiter, die übrigen Mannschaften in der Liga B. Zur Liga B stoßen bis zu 11 weitere Amateurvereine, die sich über die Regional- beziehungsweise Landeswettbewerbe (zweithöchste Spielklassen wie bspsw. die Regionalligen) qualifizieren. Beide Ligen werden erneut in Staffeln aufgeteilt und absolvieren eine Hin- und Rückrunde. Der Meister wird unter den 16 besten Mannschaften aus der Liga A in einer Endrunde ausgespielt, in der ab dem Achtelfinale nur noch K.o.-Spiele ausgetragen werden.

Bis zu 11 Amateurvereine stoßen wie bereits angeführt pro Saison in der Hauptrunde zum Teilnehmerfeld hinzu. Dabei steigt jeweils der Tabellenerste der Hinrunde aus folgenden zweithöchsten Spielklassen in die U17-DFB-Nachwuchsliga auf: Regionalliga Nord, Regionalliga Nordost, Bayernliga, Oberliga Baden-Württemberg, Regionalliga Südwest, Hessenliga, Niederrheinliga, Mittelrheinliga und Westfalenliga. Zusätzlich dazu qualifizieren sich die Tabellenzweiten der Regionalligen Nord und Nordost für die Hauptrunde der jeweiligen Saison. Bei Verzicht oder nicht erteilter Zulassung rückt der nächstplatzierte Amateurverein nach. Die Berechtigung endet grundsätzlich mit dem Tabellendritten einer Liga. Die Tabellenvierten und -fünften können nacheinander ausnahmsweise nur dann als Teilnehmer nachrücken, sofern sich auf den Plätzen 1 bis 4 eine oder mehrere nicht teilnahmeberechtigte Vereine mit einem Nachwuchsleistungszentrum befinden.
Für die Spielzeit 2024/2025 der U17-DFB-Nachwuchsliga sind alle Vereine mit einem Nachwuchsleistungszentrum, alle Vereine ohne Nachwuchsleistungszentrum, die nicht aus der B-Junioren-Bundesliga 2023/2024 absteigen sowie alle Vereine ohne Nachwuchsleistungszentrum, die gemäß der DFB-Jugendordnung aus den zweithöchsten Spielklassen aufgestiegen sind, qualifiziert. Die Qualifikation der elf Amateurvereine für die Spielzeit 2024/2025 erfolgt nach dem bereits erläuterten System. Belegt ein Verein mit Nachwuchsleistungszentrum in der Folge einen Platz in der zweithöchsten Spielklasse, der zur Teilnahme an der U17-DFB-Nachwuchsliga berechtigt oder verzichtet ein Amateurverein auf den ersten drei Plätzen auf seine Teilnahme, geht das Teilnahmerecht automatisch auf den nächstplatzierten Amateurverein über, maximal jedoch auf den Fünftplatzierten.

## Teilnehmer

### 64 Teilnehmer der Vorrunde
(Quelle: )
58 Vereine mit Leistungszentrum zum Stichtag am 1. Juli 2024:
| - Gruppe A - 1. FC Saarbrücken - SC Freiburg - SV Elversberg - SV Sandhausen - Stuttgarter Kickers - TSG 1899 Hoffenheim - VfB Stuttgart - Gruppe B - Arminia Bielefeld - Borussia Dortmund - Hannover 96 - SC Paderborn 07 - SV Meppen - Werder Bremen - VfL Osnabrück - Gruppe C - 1. FC Nürnberg - Eintracht Frankfurt - FC Carl Zeiss Jena - FC Rot-Weiß Erfurt - Karlsruher SC - Kickers Offenbach - SpVgg Greuther Fürth - SV Darmstadt 98 - Gruppe D - 1. FC Union Berlin - Eintracht Braunschweig - Hansa Rostock - FC St. Pauli - Hamburger SV - Hertha BSC - Holstein Kiel | - Gruppe E - 1. FC Magdeburg - Chemnitzer FC - Energie Cottbus - FC Erzgebirge Aue - VfL Wolfsburg - Hallescher FC - RB Leipzig - Dynamo Dresden - Gruppe F - 1. FC Heidenheim - FC Augsburg - FC Bayern München - FC Ingolstadt 04 - SpVgg Unterhaching - SSV Jahn Regensburg - SSV Ulm 1846 - TSV 1860 München - Gruppe G - 1. FC Kaiserslautern - 1. FC Köln - 1. FSV Mainz 05 - Bayer 04 Leverkusen - FC Viktoria Köln - FSV Frankfurt - SV Wehen Wiesbaden - Gruppe H - Borussia Mönchengladbach - FC Schalke 04 - Fortuna Düsseldorf - MSV Duisburg - Rot-Weiss Essen - VfL Bochum |

1 Verein ohne Leistungszentrum, der zum Ende der Saison 2023/24 nicht aus der B-Junioren-Bundesliga abstieg:
| - Gruppe H: Rot-Weiß Oberhausen |

5 Vereine ohne Leistungszentrum, die zum Ende der Saison 2023/24 den Aufstieg in die bis dahin bestehende Junioren-Bundesliga realisiert hätten:
| - der Meister der Regionalliga Nord: - Gruppe D: Niendorfer TSV - der Meister der Regionalliga Nordost: - Hansa Rostock 1 3 - der Sieger der Relegationspartien zwischen den Vizemeistern der Regionalligen Nord und Nordost: - FC Erzgebirge Aue 1 3 4 - der Meister der Bayernliga: - SpVgg Unterhaching 3 - der Meister der Oberliga Baden-Württemberg: - Gruppe A: SV Waldhof Mannheim 2 | - der Sieger der Relegationspartien zwischen den Meistern der Regionalliga Südwest und der Hessenliga: - SV Darmstadt 98 3 5 - der Meister der Niederrheinliga: - Gruppe H: Wuppertaler SV - der Meister der Mittelrheinliga: - Gruppe G: Alemannia Aachen - der Meister der Westfalenliga: - Gruppe B: Preußen Münster |

### 11 Zusätzliche Teilnehmer der Hauptrunde
11 Mannschaften, die sich 2024 über die Regional- bzw. Landesverbandswettbewerbe sportlich qualifizieren:
| - der Herbstmeister der Regionalliga Nord - der Herbstmeister der Regionalliga Nordost - der Herbstmeister der Bayernliga - der Herbstmeister der Oberliga Baden-Württemberg - der Herbstmeister der Regionalliga Südwest - der Herbstmeister der Hessenliga | - der Herbstmeister der Niederrheinliga - der Herbstmeister der Mittelrheinliga - der Herbstmeister der Westfalenliga - der Vize-Herbstmeister der Regionalliga Nord - der Vize-Herbstmeister der Regionalliga Nordost |